# Volkswagen Golf 8
Volkswagen Golf 8 — восьме покоління легкового автомобіля Volkswagen Golf.

## Опис

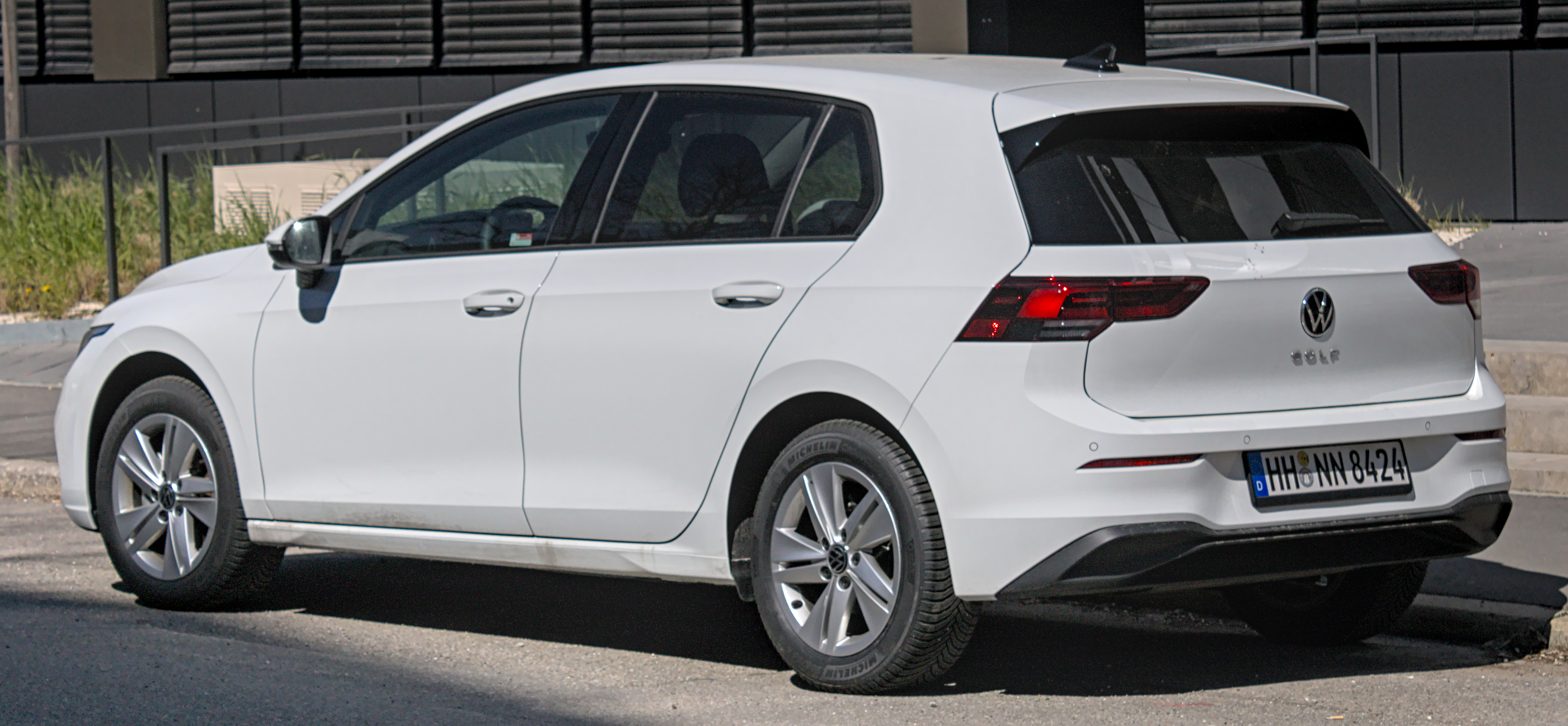
VW Golf VIII (2019–2024)

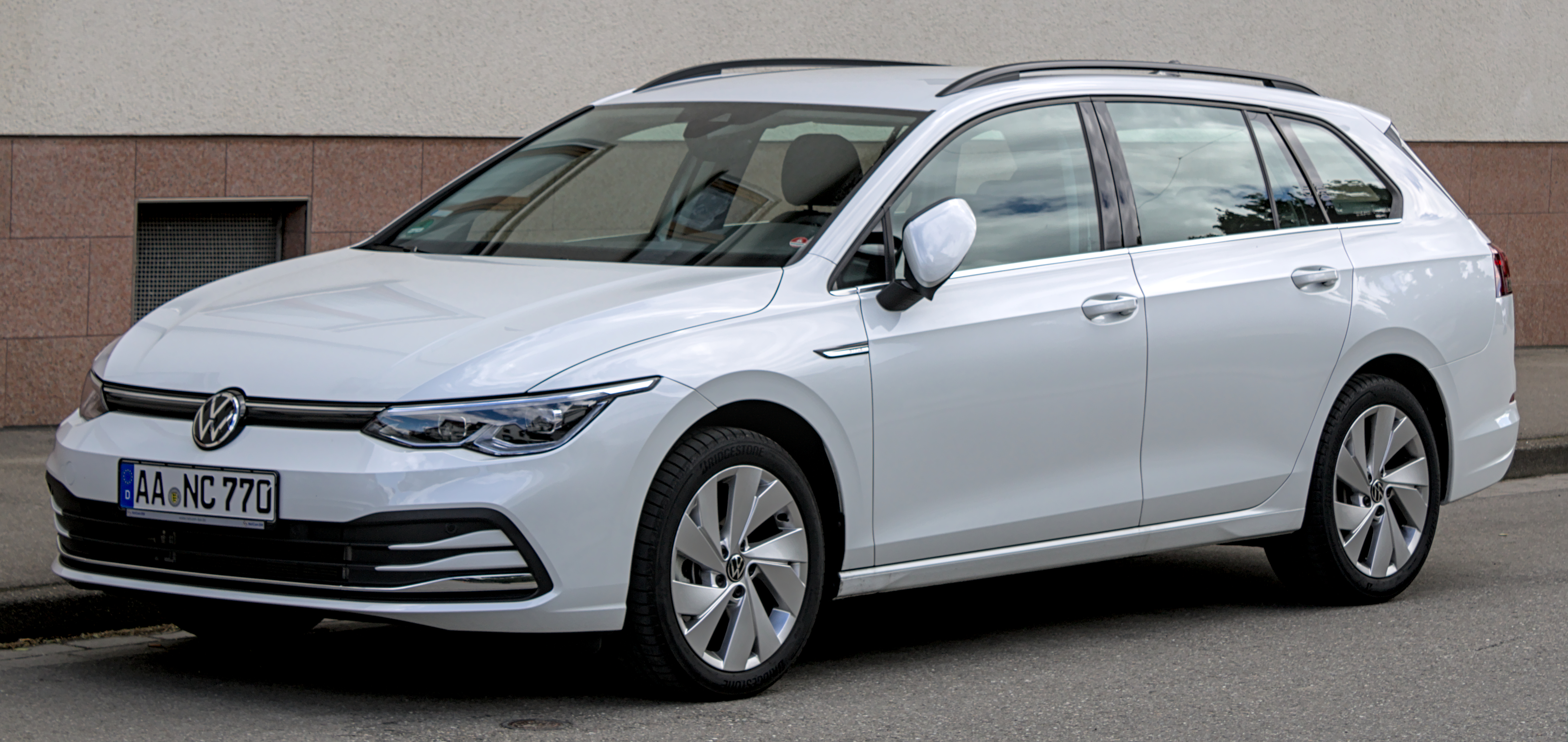
Volkswagen Golf VIII Variant (2019–2024)

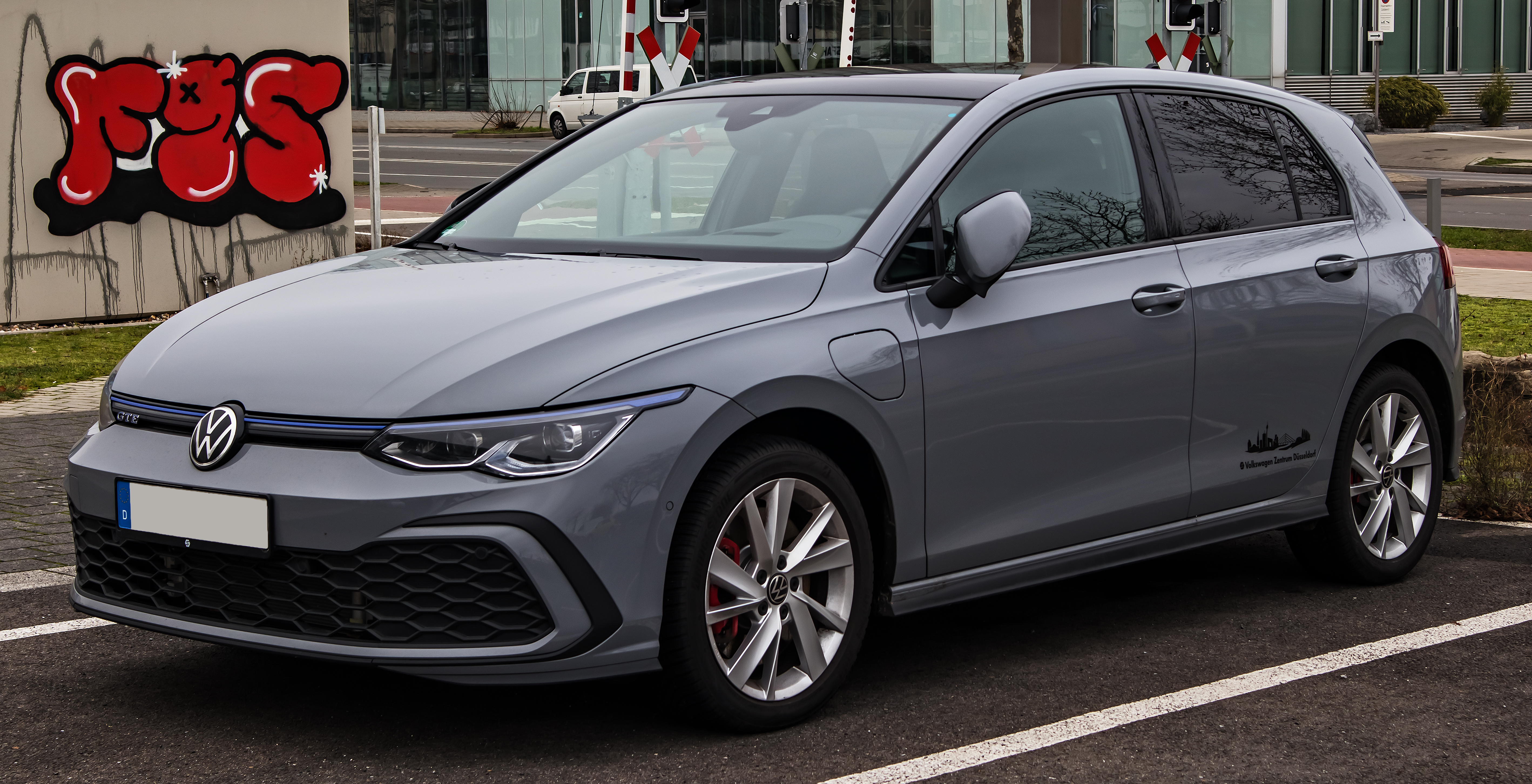
VW Golf GTE (2020–2024)

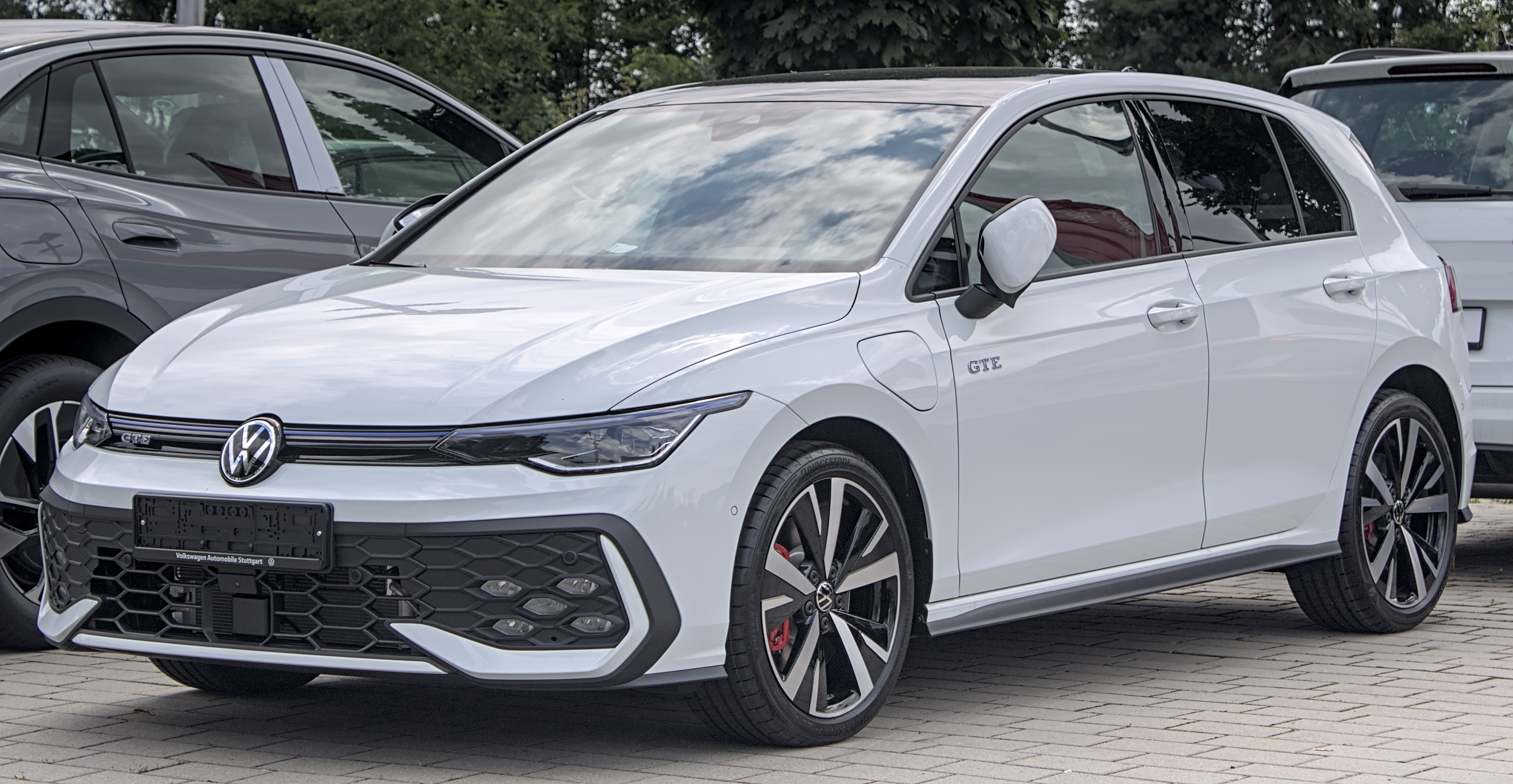
VW Golf GTE (з 2024)

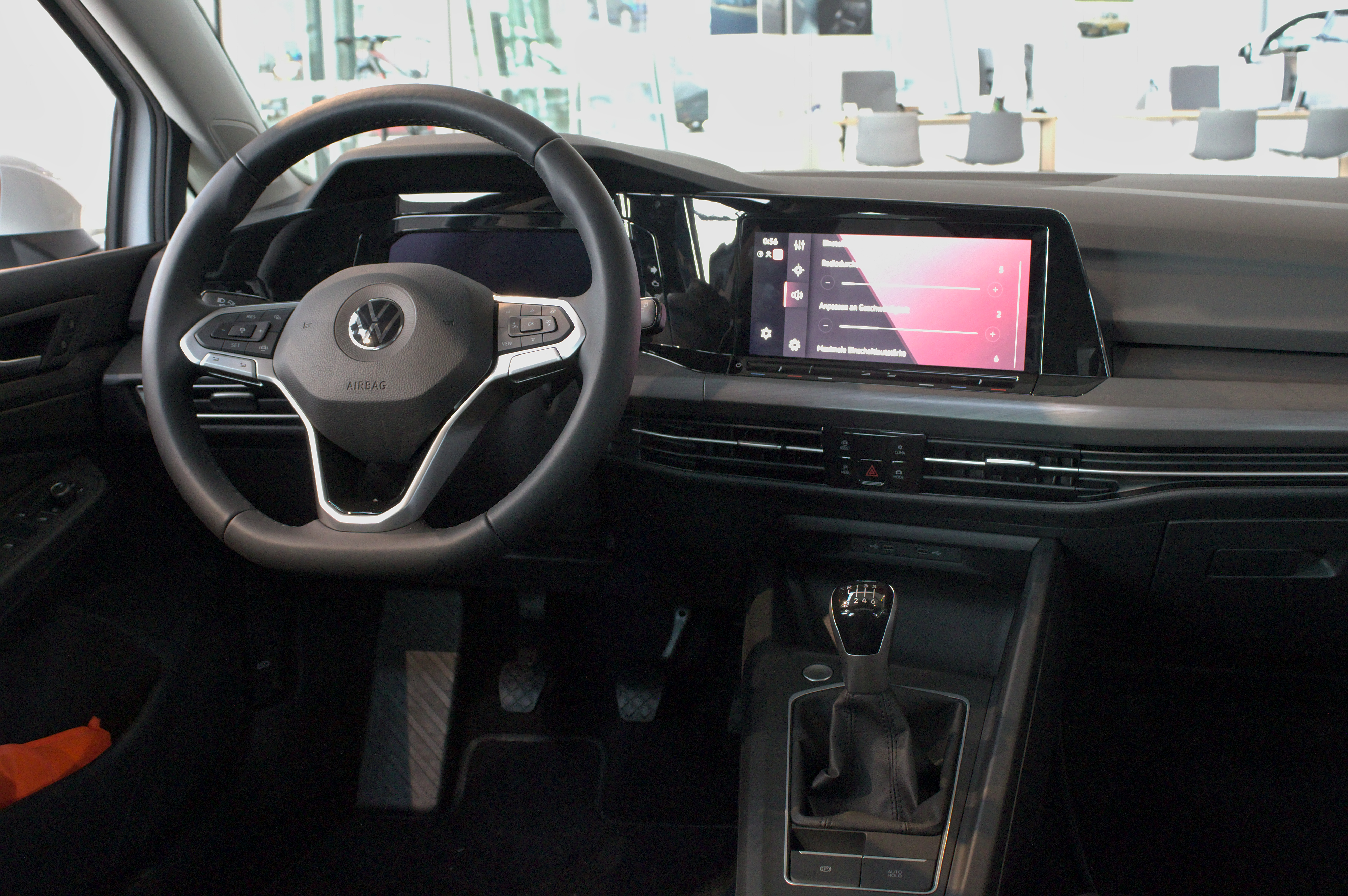
Салон

24 жовтня 2019 року в Вользбурзі дебютував Гольф 8 покоління. Автомобіль збудовано на платформі MQB. Вперше в своєму ціновому сегменті повністю цифровий кокпіт (Innovision Cockpit) став стандартним оснащенням у всіх версіях автомобіля.
Світлодіодна оптика стала стандартною на всіх версіях, а в дорожчих з'являються матричні фари IQ.Light LED Matrix. Електричної внерсії Гольфа 8 не буде, замість неї виготовляється Volkswagen ID.3.
Volkswagen Golf 8 на вибір комплектується п'ятьма гібридними агрегатами. Три мотора це м'які гібриди з 48-вольтовою системою - потужністю 109 к.с., 129 к.с. і 148 к.с. два інших - плагін-гібридні на 201 к.с. і 241 к.с. (1,4-літровий агрегат), які мають літій-іонну АКБ ємністю 13 кВт*год. Крім того, в гамму двигунів Golf 8 входять: бензинові мотори 1.0 (89 і 109 к.с.) і 1.5 (114, і 148 к.с.), дизельний двигун 2.0 (114 і 148 к.с.). В якості трансмісії стандартно покладена 6-ступінчаста механіка і нова 7-швидкісна DSG з подвійним зчепленням (остання встановлюється на м'які гібриди).
Volkswagen Golf - це чотиридверний хетчбек з п'ятьма сидіннями. У стандартній комплектації модель має передні сидіння з підігрівом з обшивкою зі штучної шкіри. У салоні VW Golf використані високоякісні матеріали і пластик з покриттям софт-тач. 
На приладовій панелі VW Golf знаходиться інформаційно-розважальна система з сенсорним екраном. Стандартними стали Apple CarPlay, Android Auto і MirrorLink для підключення смартфону до авто. Інноваційний сервіс Car-Net надає навігаційну інформацію, дозволяє дистанційно запускати автомобіль і перевіряти рівень палива. У моделях 2020 року Wi-Fi і система Car-Net входить в стандартну комплектацію. В сучасному Golf додатки цієї системи сумісні зі смарт-годинниками на iOS і Android.

## Двигуни
- 1.0 L TSI VW EA211 I3 89 к.с.
- 1.0 L TSI VW EA211 I3 109 к.с.
- 1.0 L eTSI VW EA211 I3 hybrid 109 к.с.
- 1.4 L TSI eHybrid VW EA211 I4 PHEV 201 к.с.
- 1.4 L TSI eHybrid VW EA211 I4 PHEV 241 к.с.
- 1.5 L TSI VW EA211 evo I4 114 к.с.
- 1.5 L TSI VW EA211 evo I4 148 к.с.
- 1.5 L eTSI VW EA211 evo I4 hybrid 129 к.с.
- 1.5 L eTSI VW EA211 evo I4 hybrid 148 к.с.
- 2.0 L TDI VW EA288 I4 diesel 114 к.с.
- 2.0 L TDI VW EA288 I4 diesel 148 к.с.